# Ontaneda
Ontaneda es una localidad del municipio de Corvera de Toranzo (Cantabria, España).
Está situado a unos 160 metros de altura, y su población era de 528 habitantes en el año 2016, (INE). Se encuentra situado en la margen izquierda del río Pas, junto a Alceda.

## Historia
Es difícil encontrar el origen histórico del pueblo, pero por lo menos en el siglo XVI se conoce ya este núcleo rural como Fontaneda, (lugar de fuentes). A partir del siglo XIX, especialmente a causa del manantial que en este siglo se revaloriza, aparece ya nombrado muchas veces con el nombre actual, que no es más que un derivado del antiguo Fontaneda. Aunque en los siglos anteriores parece considerarse un barrio del vecino pueblo de Alceda, actualmente Ontaneda ha superado en habitantes y superficie a la localidad contigua, y se ha convertido en el centro comarcal del valle de Toranzo. 

## Aguas termales

### Historia

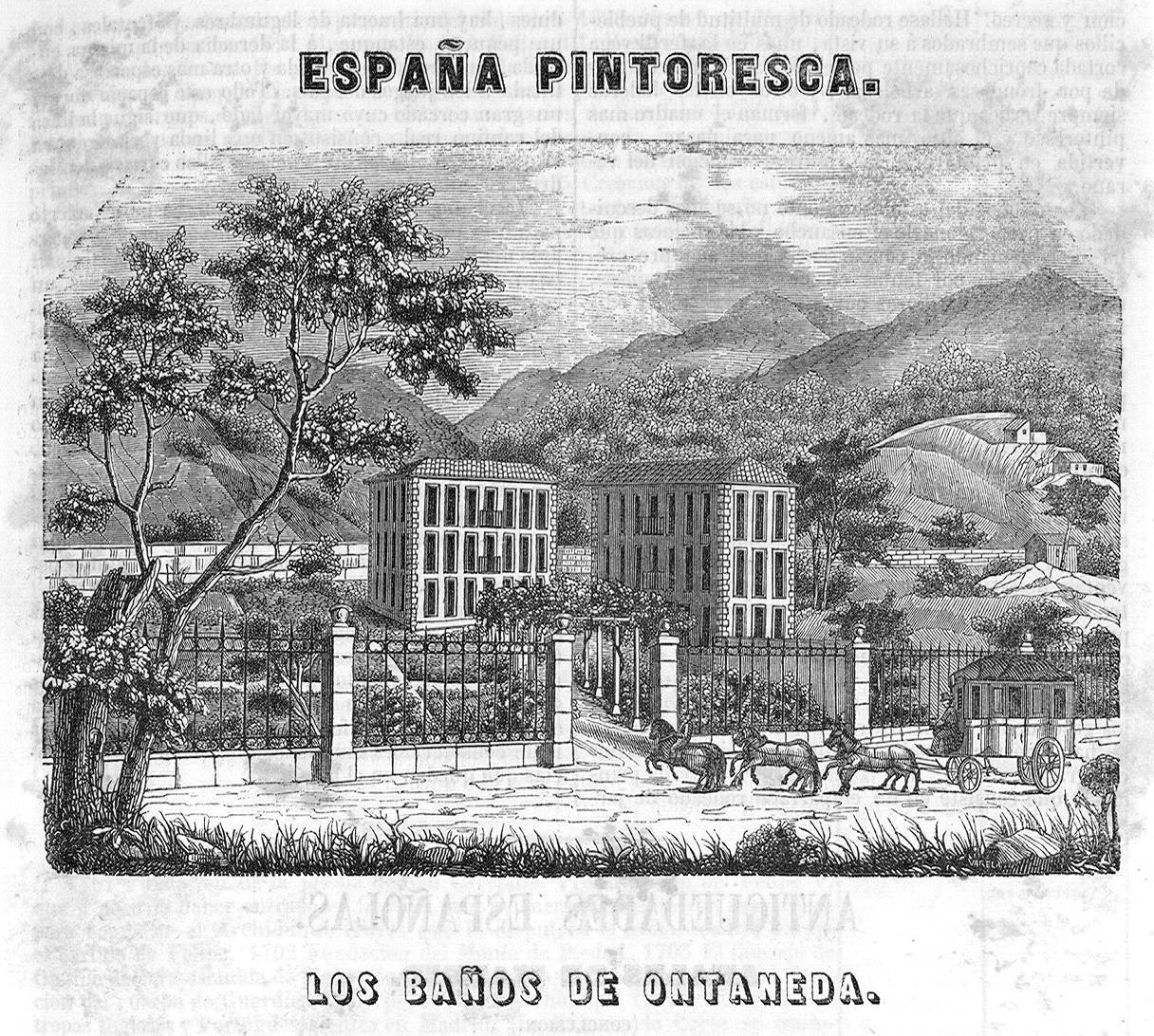
«España pintoresca. Los baños de Ontaneda» (Semanario Pintoresco Español, 1847)

En Ontaneda se halla un manantial de aguas termales sulfurosas que ya fueron conocidas por los romanos. Dentro del manantial mismo, entre las primeras capas de cascajo, se hallaron monedas y medallas romanas de Tiberio, Nerón, Vespasiano y Constantino. Con el tiempo las facultades medicinales del agua parecen haber sido olvidadas, y los habitantes del lugar usaban las aguas de Ontaneda y de la vecina Alceda para embalsar el lino y el cáñamo, ya que, como el agua estaba caliente, parecía especialmente adecuada. El doctor Francisco Rojí, a finales del siglo XVIII, se dio cuenta de que por las temporadas en que los pasiegos hacían estas labores se daban entre ellos ciertas fiebres y, deduciendo que estas se producían por la combinación de estas plantas putrefactas con las aguas, logró que se prohibiese proseguir con esta costumbre. Pero además de esta observación, el médico se dio cuenta de que al mojarse con estas aguas, algunos de los trabajadores que tenían úlceras en la piel se curaban, por lo que comenzó a recomendar el baño en ellas a personas con enfermedades cutáneas. En 1818 se construyó una pequeña casita de baños en el manantial de la vecina Alceda, y en 1833 doña María Teresa Basoco de Bustamente, tras comprar el terreno del manantial de Ontaneda, construyó sobre este un edificio de dos pisos. Pocos años después añadió a este un segundo edificio de dos pisos como hospedería. El balneario cobró tal notoriedad que en 1847 la Reina Isabel II nombró médico director de este al Dr. Manuel Ruiz de Salazar. En 1867 Isabel II pasó una temporada en estos baños. En la segunda mitad del siglo XIX, antes de 1890, se construye, enfrente del balneario y junto a la carretera Madrid-Santander, el Gran Hotel de Ontaneda para dar albergue al creciente número de visitantes. El balneario será desmantelado entre 1930 y 1952, permaneciendo solo el edificio del Gran Hotel hasta el día de hoy.

### Características del agua
La temperatura de salida del agua es variable. Según el Dr. Ruiz de Salazar en 1850 era de 26,66 °C. En 1890 se menciona que, según el Dr. Armendáriz la temperatura es de 27,20 °C. Por último, en 1926 la temperatura es de 26,5 °C.
El caudal es de 1.184 litros por minuto.

## Patrimonio

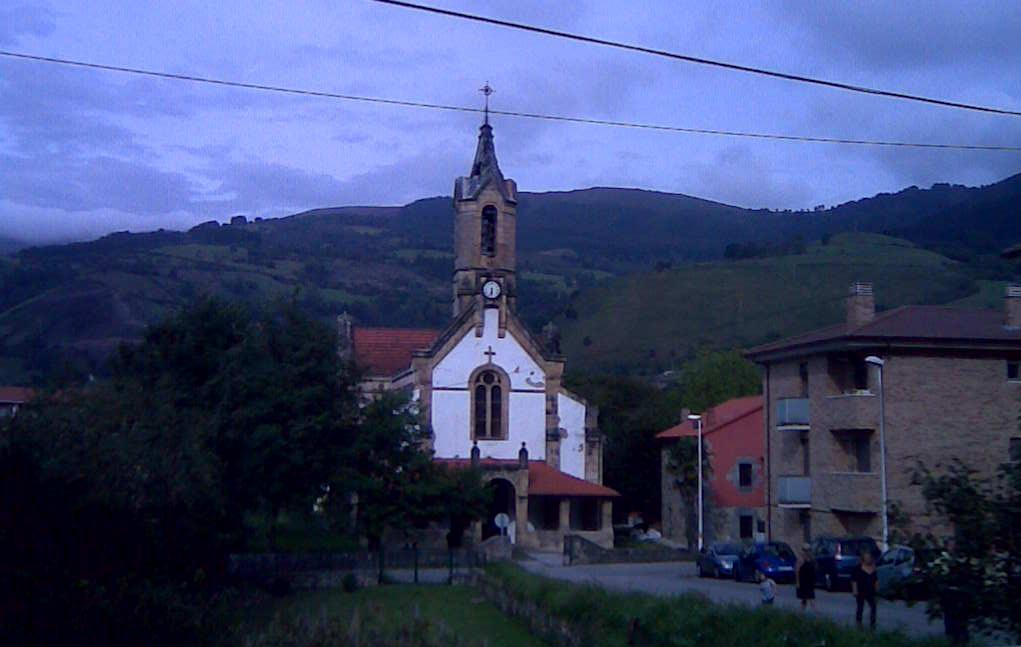
Iglesia de San Juan Bautista.

La iglesia de Ontaneda, advocada a San Juan Bautista data del año 1889 y es de estilo neogótico. Recientemente ha sido restaurada en su totalidad. 
La localidad es atravesada por la vía verde del Pas, un ruta ciclista y peatonal de 13 kilómetros de longitud que nace en el parque de Alceda y que aprovecha la antigua línea del ferrocarril Astillero-Ontaneda.

## Fiestas
- El primer sábado de junio se celebra la fiesta de "La Boñiguera" en el barrio de Sel del Tojo, en la ermita del Rosario.

- El día 23 de junio coincidiendo con el patrón del pueblo, San Juan Bautista, se celebra la hoguera de San Juan en la plaza del pueblo.

- De forma reciente, el primer sábado de agosto los jóvenes del pueblo celebran la "Fiesta del Verano", más conocida como la "Fiesta de la Espuma".

## Personas destacadas

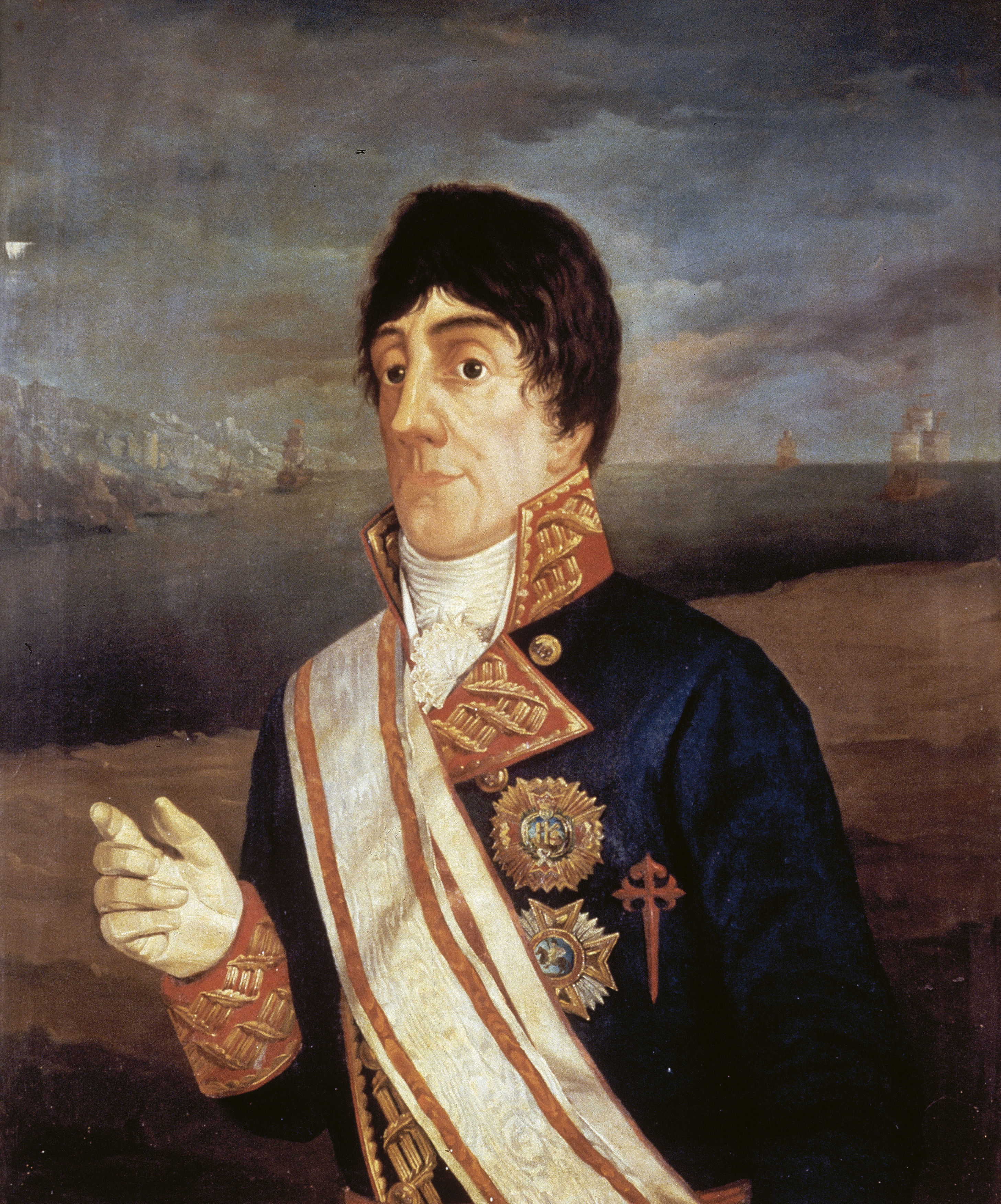
José de Bustamante y Guerra.

- José de Bustamante y Guerra, marino y político español que junto a su camarada Alessandro Malaspina emprendió la famosa expedición Malaspina alrededor del mundo.
- Manuel de Terán Álvaro de los Ríos (1714-1793), académico honorario de la Real Academia de la Historia.

## Deporte
Desde el año 2008 es la sede del Club Deportivo Montañas del Pas que milita en la Regional Preferente de Cantabria de fútbol así como categorías inferiores. 